# ティアーズ・オブ・ザ・サン
『ティアーズ・オブ・ザ・サン』（Tears of the Sun）は、2003年にアメリカ合衆国で公開されたナイジェリアを舞台にしたドラマ・アクション・戦争映画。アントワーン・フークア監督。
当初は『ダイ・ハード4.0』の企画として進められていたが、アフリカにおける石油利権問題と民族浄化というテーマ性の深さから独自企画に変更されたものである。

## あらすじ
民族問題や石油利権を巡って内戦が続くナイジェリアで、フラニ族などが率いるムスリム・反米の反政府軍がその全土を掌握する事態が発生する。米国が支援する現職大統領とその家族は殺され、大統領が長を務めるキリスト教系イボ族や在留外国人は命を狙われる状況に陥ってしまう。
国連が経済制裁を検討する中で、米国は在留外国人の脱出支援を開始していた。ウォーターズ大尉率いる米海軍特殊部隊SEALsのチームは、ナイジェリアの村で医療活動に従事するリーナ・ケンドリックスというアメリカ人女性医師の救出任務を命じられる。ウォーターズと7人の部下は難なくリーナのもとに到着するが、彼女は患者と一緒でなければ脱出しないと主張してきた。任務完遂を最優先に考えたウォーターズは、「自力で歩ける者は脱出ヘリに乗せる」と彼女に告げ、リーナと約30人の難民を連れてヘリとの合流地点を目指し出発する。
道中で反乱軍の兵士と遭遇するも難を逃れた一行は無事に脱出ヘリと合流するが、ヘリに乗ることができるのはリーナとウォーターズのチームだけだった。騙したことをリーナから批難されてもウォーターズは動じず、強引にヘリに乗せてその場から飛び立っていくが、反乱軍の焼き討ちにあった伝道所の上空に差し掛かった時、判断の誤りに気が付いたウォーターズは、難民のもとに引き返し、ヘリには老人・子供・歩行困難者を可能な限り乗せ、自分たちはリーナと残りの難民を連れて、安全なカメルーンとの国境を目指して再び歩き始める。
一行は本部からの連絡で追加の脱出ヘリや援軍が期待できない状況にあることを知らされるが、その背後では300人ほどの反乱軍がウォーターズたちの存在を察知し、追跡を始めていた。追跡から逃れるため移動を早める一行だが、行き当たった村では反乱軍が残虐な行為を繰り広げており、ウォーターズは交戦ルールを無視して自分たちから攻撃を仕掛けていく。村にいた兵士たちを皆殺しにして生き残りを収容するが、一行の人数は増え、さらに歩みがのろくなってしまう。そして傷の治療と休息のために一晩野営を行うが、その間も反乱軍の追跡は止まっていなかった。迷うことなく一行に迫るその動きに内通者の存在を疑ったところ、反乱軍に人質をとられた男が難民に紛れており、発信機で現在地を教えていたことが発覚する。
ウォーターズが難民たちに銃を突きつけて追跡の理由を問い質すと、殺されたナイジェリア大統領の一人息子アーサー・アズーカが名乗り出てくる。アーサーは危険を察した大統領によって事前に逃がされており、反乱軍は彼を殺すために追ってきているという。事態を把握した本部からは難民を捨てて帰還するように言い渡されるが、ウォーターズはそれを拒否した上に、一刻も早く援軍を送るように要請する。ウォーターズが部下たちに意見を求めると、難民全員を救出することが部隊の総意だった。
国境を目前にし慎重に歩を進める一行だが、ついに反乱軍に追いつかれ、激しい銃撃戦が始まってしまう。難民たちも武器を取って戦うが、次々と部下や難民が傷つき死んでいく中で、ウォーターズが負傷しながらもリーナとアーサーを国境に送り出すと、ようやくやってきた航空支援によって背後に迫る反乱軍は一掃される。生き残った一行がカメルーンに入って間もなく、ウォーターズとリーナたちはヘリに乗って飛び立ち、地上ではアーサーがイボ族の歓迎を受けていた。

## 登場人物・キャスト
A・K・ウォーターズ大尉
演 - ブルース・ウィリス、日本語吹替 - 内田直哉
隊長兼ゴールドチームリーダー。百戦錬磨の名大尉。命じられた任務を全うすることを最優先に考えるが、非人道的な行いを目にした場合はその限りではない。リーナに手を焼くが次第に理解を示すようになる。
リーナ・ケンドリックス
演 - モニカ・ベルッチ、日本語吹替 - 安藤麻吹
米国籍を持つ女性医師。夫と共にナイジェリアで奉仕活動を行っていたが、その夫は反乱軍に殺害されている。患者に対して非常に慈悲深く、優しく気丈ながらも非常に頑固な性格でウォーターズの手を焼かせることも。
ジェームズ・"レッド"・アトキンズ
演 - コール・ハウザー、日本語吹替 - 土田大
レッドチームリーダー。遊撃・汎用機関銃担当。血気盛ん。危険な局面で勇猛果敢に立ち向かうチームの立役者。
エリス・"ジー"・ペティグルー
演 - イーモン・ウォーカー、日本語吹替 - 斎藤志郎
副長。レッドチーム。通信・擲弾担当。隊長の腹心。時にチームを差配することもある、心優しい兵士。
ケリー・レイク
演 - ジョニー・メスナー、日本語吹替 - 山野井仁
レッドチーム。斥候担当。常にチームをリードし、隊長からの信頼も厚い、生粋のニューヨーカー。
マイケル・"スロー"・スロウェンスキー
演 - ニック・チンランド、日本語吹替 - 岩崎ひろし
ゴールドチーム。情報・軽機関銃担当。チームのムードメーカー。SAW射手。
デミトリアス・"シルク"・オーウェンズ
演 - チャールズ・イングラム、日本語吹替 - 白熊寛嗣
レッドチーム。スナイパー。チーム最年少。身体能力、頭脳とも申し分のない若きホープ。
ダニー・"ドク"・ケリー
演 - ポール・フランシス、日本語吹替 - 真殿光昭
ゴールドチーム。衛生兵兼擲弾担当。戦場を東奔西走。戦闘のみならず、常に人間の生死に立ち向かうチームの要。
ジェイソン・"フリー"・マブリー
演 - チャド・スミス、日本語吹替 - 大久保利洋
ゴールドチーム。エーススナイパー。寡黙だが優しい心の持ち主。隊長からの信頼は絶大。
ビル・ロード大佐
演 - トム・スケリット、日本語吹替 - 有本欽隆
空母ハリー・S・トルーマン座乗のSEALs指揮官。
シスター・グレイス
演 - フィオヌラ・フラナガン、日本語吹替 - 定岡小百合
現地の教会に開設された救済医療センターのシスター。

## 評価
レビュー・アグリゲーターのRotten Tomatoesでは155件のレビューで支持率は33%、平均点は4.90/10となった。Metacriticでは36件のレビューを基に加重平均値が48/100となった。

## その他
- 本作の脚本はカナダ軍の特殊部隊がコロンビアで従事した作戦に着想を得ており、その部隊の元メンバーがシナリオを書き、「エグゼクティブ・デシジョン」（1996年）の撮影現場において製作チームに披露したことが企画の源流であった。
- 当初は撮影もアフリカで行う予定だったが、2001年9月11日に起きた同時多発テロの影響で、ハワイでの撮影に変更せざるを得なくなった。
- 主人公であるウォーターズたちはアメリカ海軍のネイビー・シールズ所属である。作中においてシールズという台詞は一切登場しないが、メイキングで監督が、彼らはシールズ所属であると発言している。またタクティカル・アドバイザーとしてベトナム戦争時にシールズ隊員として作戦に参加したハリー・ハンフリーズが撮影に参加し、役者に対してシールズの精神に関する指導と各種訓練を行った。
- アントワーン監督は難民役にアフリカ系アメリカ人ではなく、現地のアフリカ人を起用することにこだわった。そのため民兵が村で民族浄化をおこなっているシーンの撮影にアフリカ人のエキストラが参加した際、アフリカで同様の経験をしたエキストラの中には、そのリアルさから当時を思い出し泣きだす人が出た。
- アントワーン監督は「この映画は反戦でも戦争賛美映画でもなく、この映画を見てアフリカで起きている現実を知ってほしい」と語っている。
- この映画の批評の中には、「反乱軍を悪者に描き、キリスト教、米軍称賛映画だ」という主張がある。劇場未公開シーンが追加されたバージョンでは反乱軍側の民族がキリスト教系イボ族に虐殺された経緯も描いており、また反乱軍が使用している武器にはM16やM1911A1、M9といった米軍が政府軍に支給してきた武器を奪ったものも含まれるといった表現もあったが、劇場公開版ではカットされている。
- 本作はアメリカ国防総省の全面協力によって制作されている。